# Biederstein Verlag

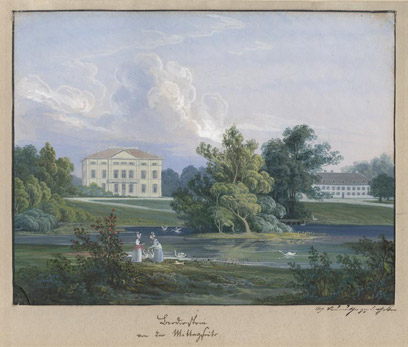
Bild des abgegangenen Schlosses Biederstein (um 1830)

Der Biederstein Verlag ist ein Verlag, der nach Ende des Zweiten Weltkrieges in München eine Verlagslizenz erhielt und heute nur mehr nominell besteht.

## Geschichte
Im Zweiten Weltkrieg war das Münchener Verlagsgebäude des Beck-Verlages durch einen Bombentreffer zerstört worden. Zudem bekam dieser nach Kriegsende vorerst durch die amerikanische Verwaltung keine Lizenzen, um neue Bücher zu veröffentlichen. Deshalb kam der Verlagsleiter Heinrich Beck auf die Idee, seinen Cousin Gustav End, der als Buchhändler tätig war, für die Gründung eines neuen Verlages zu gewinnen. Für diesen wurde der Name ‚Biederstein‘ nach einem Palais der Familie am Englischen Garten gewählt. Der Verlag nahm in den ersten Jahren Stellvertreteraufgaben für den Verlag C. H. Beck wahr. Es erschienen die ersten Jahrgänge der Neuen Juristischen Wochenschrift bis Oktober 1949 unter dem Signet dieses Verlages.
Unter der Leitung von Gustav End war der Biederstein Verlag dann ab 1949 vorwiegend im  belletristischen und schöngeistigen Bereich tätig. Zu erwähnen ist beispielsweise die Gesamtausgabe der Werke Heimito von Doderers, die bis in die 1990er Jahre bei Biederstein erschien.
Zu diesem Zeitpunkt wurde die aktive Tätigkeit des in den 1980er Jahren von Wolfgang Beck geleiteten Biederstein Verlages eingestellt; die früher dort publizierten Werke erscheinen seitdem, soweit Folgeauflagen existieren, im schöngeistigen Programm von C.H.Beck.

## Autoren des Verlages (Auswahl)
- Karl Vossler 1947: Lope de Vega und seine Zeit.
- Mikkjel Fønhus Jaampa der Silberfuchs.
- Carl Haensel 1947: Das Organisationsverbrechen. Nürnberger Betrachtungen zum Kontrollratsgesetz Nr. 10.
- G. Lenôtre 1948: Die Göttin der Vernunft.
- Ernst Kornemann 1948 + 1949: Weltgeschichte des Mittelmeerraumes. Von Philipp II. von Makedonien bis Muhammed.  2 Bände
- Albert Schweitzer 1949: Zwischen Wasser und Urwald. Erlebnisse und Beobachtungen eines Arztes im Urwalde Äquatorialafrikas.
- Hermann Friedmann 1949: Wissenschaft und Symbol. Aufriss einer symbolnahen Wissenschaft.
- François Rabelais 1951: Gargantua und Pantagruel.
- Hans Pettersson 1954: Über unerforschte Tiefen. die schwedische Albatros-Expedition. Ein Bericht über diese Forschungsreise.
- Kamala Markandaya 1956: Nektar in einem Sieb.
- Walther Kiaulehn 1958: Berlin. Schicksal einer Weltstadt.
- Franz Blei 1960: Schriften in Auswahl. Mit einem Nachwort von A. P. Gütersloh.
- Hans von Lehndorff 1961: Ostpreußisches Tagebuch. Aufzeichnungen eines Arztes aus den Jahren 1945–1947.
- Rachel Carson 1962: Der stumme Frühling. Mit einem Vorwort von Theo Löbsack, übersetzt von Margaret Auer.
- James Krüss 1965: Heimkehr aus dem Kriege Idylle.
- Ferdinand Maria Prinz von der Leyen 1965: Rückblick zum Mauerwald – Vier Kriegsjahre im Oberkommando des Heeres.
- Jean Haslip 1966 Elisabeth von Österreich
- Peter Hamm 1966: Aussichten – Junge Lyriker des deutschen Sprachraums – vorgestellt von Peter Hamm.
- Herbert Schlüter 1967: Bilder und Abbildungen – Italienische Erzählungen der Gegenwart.
- Nikolai Semjonowitsch Leskow 1970: Fischsuppe ohne Fisch.
- Herbert Rosendorfer 1971: Aechtes Münchner Olympiabuch. Mit Zeichnungen von Johannes Behler.